# Xenochrophis schnurrenbergeri
Espèce
Synonymes
- Xenochrophis flavipunctatus schnurrenbergeri Kramer, 1977

Statut CITES
Xenochrophis schnurrenbergeri est une espèce de serpents de la famille des Natricidae.

## Répartition
Cette espèce se rencontre au Népal, au Pakistan et dans le nord de l'Inde.

## Étymologie
Cette espèce est nommée en l'honneur d'Hans Schnurrenberger.

## Publication originale
- (de) Eugen Kramer, « Zur Schlangenfauna Nepals », Revue suisse de zoologie, MHNG, vol. 84, no 3,‎ 1977, p. 721–761 (ISSN 0035-418X, DOI 10.5962/BHL.PART.91420, lire en ligne).